# William H. Schneider

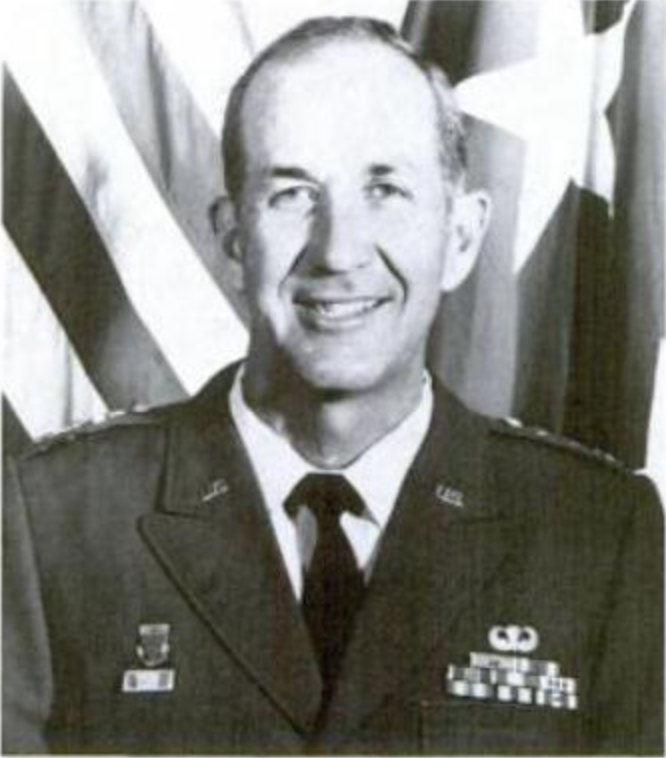
William H. Schneider, 1980er Jahre

William Henry Schneider (* 29. September 1934 in San Antonio, Bexar County, Texas; † 9. Mai 1994) war ein US-amerikanischer Offizier. Er war Generalleutnant der United States Army und unter anderem Kommandeur der 5. Armee.
William Schneider war ein Sohn von Henry William Schneider (1906–1975) und dessen Frau Irene C. Mooty. Über das ROTC-Programm der St. Mary’s University in San Antonio gelangte er im Jahr 1955 als Leutnant in das Offizierskorps des US-Heeres. In der Armee durchlief er anschließend alle Offiziersränge vom Leutnant bis zum Drei-Sterne-General.
Im Lauf seiner militärischen Karriere absolvierte Schneider verschiedene Kurse und Schulungen. Dazu gehörten unter anderem der Artillery Officer Basic Course, der Artillery Officer Advanced Course, das Command and General Staff College und das Naval War College. Außerdem erhielt er einen akademischen Grad von der George Washington University.
In seinen jüngeren Jahren absolvierte er den für Offiziere in den niederen Rangstufen üblichen Dienst in verschiedenen Einheiten und Standorten in den Vereinigten Staaten. Dazu gehörten auch Aufgaben als Stabsoffizier in verschiedenen Hauptquartieren. Zwischenzeitlich war er auch Dozent an der Army Air Defense School in Fort Bliss. Im Jahr 1965 wurde er als Stabsoffizier im Vietnamkrieg eingesetzt.
Nach seiner Rückkehr in die Vereinigten Staaten wurde er zum Heeresministerium versetzt, wo er der Stabsabteilung G3 (Operationen) angehörte. Daran schloss sich eine Versetzung nach Texas an, wo in der Stabsabteilung G3 der 1. Panzerdivision tätig war. Anschließend kam er zur 1. Kavalleriedivision. Dort war er zunächst in der Stabsabteilung G4 (Logistik), ehe er das Kommando über ein dieser Division unterstelltes Bataillon erhielt.
Im weiteren Verlauf seiner Militärzeit kommandierte William Schneider die Artillerie der 25. Infanteriedivision. Anschließend wurde er Stabschef dieser Division. Danach wurde er erneut ins Heeresministeriums versetzt, wo er bis 1982 die Abteilung für Nuklearangelegenheiten der Armee leitete. Zwischenzeitlich war er auch Stabschef beim United States Army Materiel Development and Readiness Command. Im Jahr 1982 wurde William Schneider Kommandeur der 25. Infanteriedivision in Hawaii. Dieses Kommando bekleidete er bis 1984. Danach war er zwischen dem 29. Juni 1984 und dem 18. Mai 1987 stellvertretender Kommandeur des United States Pacific Commands. Es folgte seine Ernennung zum Oberbefehlshaber der 5. Armee. In dieser Funktion löste er Louis C. Menetrey ab. Schneider behielt sein Kommando bis zum Jahr 1989, als er von George R. Stotser abgelöst wurde. Anschließend ging er in den Ruhestand.
Er starb wenige Jahre später am 9. Mai 1994 und wurde auf dem Fort Sam Houston National Cemetery beigesetzt.

## Orden und Auszeichnungen
William Schneider erhielt im Lauf seiner militärischen Laufbahn unter anderem folgende Auszeichnungen:
- Legion of Merit
- Air Medal (mehrfach)
- Army Commendation Medal